# Liriomyza gudmanni
Liriomyza gudmanni este o specie de muște din genul Liriomyza, familia Agromyzidae, descrisă de Erich Martin Hering în anul 1928.
Este endemică în Denmark. Conform Catalogue of Life specia Liriomyza gudmanni nu are subspecii cunoscute.